# Монткальм
Монткальм (англ. Montcalm) — сільський муніципалітет в Канаді, у провінції Манітоба.

## Населення
За даними перепису 2016 року, сільський муніципалітет нараховував 1260 осіб, показавши скорочення на 3,7%, порівняно з 2011-м роком. Середня густина населення становила 2,7 осіб/км².
З офіційних мов обидвома одночасно володіли 610 жителів, тільки англійською — 635, тільки французькою — 5, а 10 — жодною з них. Усього 195 осіб вважали рідною мовою не одну з офіційних, з них 5 — одну з корінних мов.
Працездатне населення становило 67,4% усього населення, рівень безробіття — 2,3% (0% серед чоловіків та 3,6% серед жінок). 73,8% осіб були найманими працівниками, а 26,9% — самозайнятими.
Середній дохід на особу становив $41 204 (медіана $36 907), при цьому для чоловіків — $49 542, а для жінок $32 784 (медіани — $43 563 та $30 848 відповідно).
30,1% мешканців мали закінчену шкільну освіту, не мали закінченої шкільної освіти — 26,4%, 43,5% мали післяшкільну освіту, з яких 25% мали диплом бакалавра, або вищий.
| Статево-вікова структура населення | Статево-вікова структура населення | Статево-вікова структура населення | Статево-вікова структура населення | Статево-вікова структура населення |
| ---------------------------------- | ---------------------------------- | ---------------------------------- | ---------------------------------- | ---------------------------------- |
|                                    |                                    |                                    |                                    |                                    |
| Всього                             | Всього                             | 51,4%48,6%                         |                                    |                                    |
| 0 — 14 років                       | 0 — 14 років                       |                                    | 17,4%                              | 17,4%                              |
| 15 — 64 років                      | 15 — 64 років                      |                                    | 67,6%                              | 67,6%                              |
| 65 і більше                        | 65 і більше                        |                                    | 15%                                | 15%                                |
| 85 і більше                        | 85 і більше                        |                                    | 1,6%                               | 1,6%                               |
| Середній вік (років)               | Середній вік (років)               | 40,140,5                           | 40,3                               | 40,3                               |
| Медіана (років)                    | Медіана (років)                    | 42,741,5                           | 42,1                               | 42,1                               |
| — чоловіки — жінки                 |                                    |                                    |                                    |                                    |

| Походження мешканців:     | Походження мешканців:     | Походження мешканців: | Походження мешканців: | Походження мешканців: |
| ------------------------- | ------------------------- | --------------------- | --------------------- | --------------------- |
| Походження                |                           |                       | осіб                  | %                     |
| Корінні американці        | Корінні американці        |                       | 240                   | 20.69%                |
| Інше північноамериканське | Інше північноамериканське |                       | 340                   | 29.31%                |
| Європейське               | Європейське               |                       | 965                   | 83.19%                |
| британське                | британське                |                       | 315                   | 27.16%                |
| французьке                | французьке                |                       | 540                   | 46.55%                |
| українське                | українське                |                       | 90                    | 7.76%                 |
| Карибське                 | Карибське                 |                       | 10                    | 0.86%                 |
| Африканське               | Африканське               |                       | 30                    | 2.59%                 |
| Азійське                  | Азійське                  |                       | 30                    | 2.59%                 |

| Зайнятість населення за галузями (за класифікацією NOC): | Зайнятість населення за галузями (за класифікацією NOC): | Зайнятість населення за галузями (за класифікацією NOC): | Зайнятість населення за галузями (за класифікацією NOC): | Зайнятість населення за галузями (за класифікацією NOC): |
| -------------------------------------------------------- | -------------------------------------------------------- | -------------------------------------------------------- | -------------------------------------------------------- | -------------------------------------------------------- |
|                                                          |                                                          |                                                          |                                                          |                                                          |
| Управління                                               | Управління                                               |                                                          | 22,1%                                                    | 22,1%                                                    |
| Бізнес, фінанси та адміністрування                       | Бізнес, фінанси та адміністрування                       |                                                          | 9,9%                                                     | 9,9%                                                     |
| Охорона здоров'я                                         | Охорона здоров'я                                         |                                                          | 9,2%                                                     | 9,2%                                                     |
| Освіта, правозахист, муніципальні та урядові служби      | Освіта, правозахист, муніципальні та урядові служби      |                                                          | 13,7%                                                    | 13,7%                                                    |
| Роздрібна торгівля та послуги                            | Роздрібна торгівля та послуги                            |                                                          | 13,7%                                                    | 13,7%                                                    |
| Гуртова торгівля, транспорт та обладнання                | Гуртова торгівля, транспорт та обладнання                |                                                          | 19,1%                                                    | 19,1%                                                    |
| Природні ресурси, сільське господарство                  | Природні ресурси, сільське господарство                  |                                                          | 8,4%                                                     | 8,4%                                                     |
| Виробництво                                              | Виробництво                                              |                                                          | 2,3%                                                     | 2,3%                                                     |

## Клімат
Середня річна температура становить 3,2°C, середня максимальна – 24,3°C, а середня мінімальна – -23,6°C. Середня річна кількість опадів – 524 мм.
| Клімат поселення                              | Клімат поселення | Клімат поселення | Клімат поселення | Клімат поселення | Клімат поселення | Клімат поселення | Клімат поселення | Клімат поселення | Клімат поселення | Клімат поселення | Клімат поселення | Клімат поселення | Клімат поселення |
| Показник                                      | Січ.             | Лют.             | Бер.             | Квіт.            | Трав.            | Черв.            | Лип.             | Серп.            | Вер.             | Жовт.            | Лист.            | Груд.            |                  |
| Середній максимум, °C                         | −10,43           | −6,63            | 1,02             | 10,92            | 19,12            | 24,30            | 24,16            | 23,37            | 18,12            | 10,78            | 0,20             | −8,8             |                  |
| Середня температура, °C                       | −17,02           | −13,2            | −5,6             | 4,30             | 12,50            | 17,70            | 19,50            | 18,76            | 13,50            | 6,10             | −4,4             | −13,41           |                  |
| Середній мінімум, °C                          | −23,62           | −19,83           | −12,18           | −2,3             | 5,90             | 11,10            | 14,90            | 14,12            | 8,90             | 1,50             | −9,01            | −18,07           |                  |
| Норма опадів, мм                              | 20               | 16               | 23               | 26               | 64               | 94               | 76               | 69               | 49               | 40               | 25               | 22               |                  |
| Середньомісячна швидкість вітру, м/с          | 4.40             | 4.40             | 4.50             | 4.65             | 4.70             | 4.10             | 3.50             | 3.70             | 4.20             | 4.50             | 4.50             | 4.50             |                  |
| Середньомісячна сонячна радіація, кДж/м²·день | 4390             | 7578             | 12428            | 17031            | 19859            | 20860            | 21778            | 18521            | 12948            | 7711             | 4395             | 3230             |                  |
| --------------------------------------------- | ---------------- | ---------------- | ---------------- | ---------------- | ---------------- | ---------------- | ---------------- | ---------------- | ---------------- | ---------------- | ---------------- | ---------------- | ---------------- |
| Джерело:                                      |                  |                  |                  |                  |                  |                  |                  |                  |                  |                  |                  |                  |                  |